# (2932) Kempchinsky
(2932) Kempchinsky – planetoida z pasa głównego asteroid okrążająca Słońce w ciągu 6,89 lat w średniej odległości 3,62 j.a. Odkryła ją Carolyn Shoemaker 9 października 1980 roku w Obserwatorium Palomar. Nazwa planetoidy pochodzi od Pauli M. Kempchinsky – synowej odkrywczyni.